# Lepsy
Lepsy, Lepsa nebo Sarymsakty (kazašsky Лепсі, rusky Лепсы, Лепса nebo Сарымсакты) je řeka v Almatské oblasti v Kazachstánu. Je 417 km dlouhá. Povodí má rozlohu 8100 km².

## Průběh toku
Odtéká z ledovců na severních svazích hřbetu Džungarský Alatau. Protéká suchými rovinami Sedmiříčí a ústí do východní části jezera Balchaš.

## Vodní stav
Zdroj vody je smíšený. Dvakrát za rok stoupá úroveň hladiny, na jaře a v létě. Průměrný roční průtok ve vzdálenosti 12 km od ústí je 21,6 m³/s. Zamrzá v listopadu a rozmrzá v březnu.

## Využití
Využívá se na zavlažování.